# Grand Prix Formule 1 van China 2011

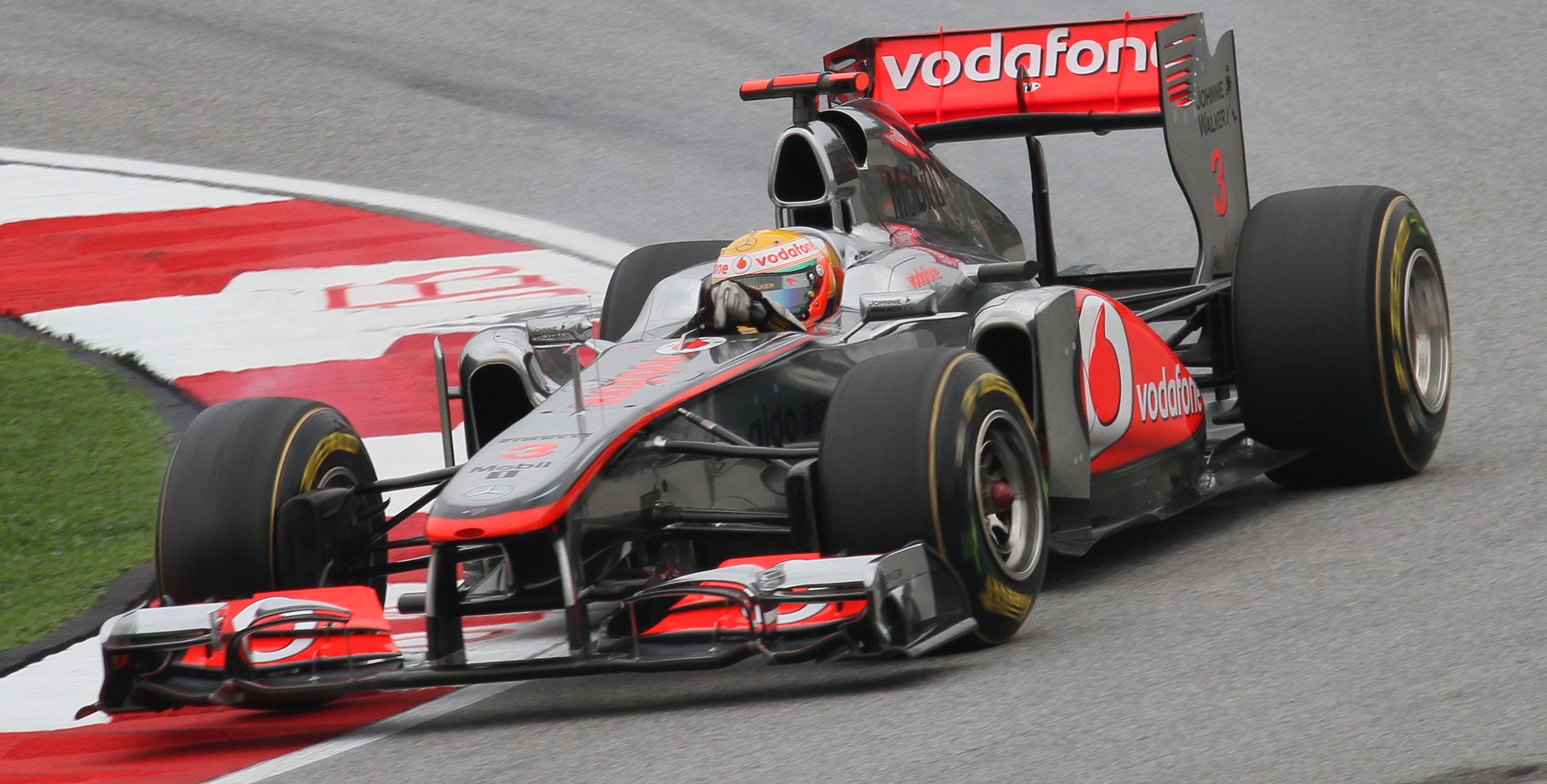
Lewis Hamilton, hier in actie tijdens de GP van Maleisië, wist de van pole gestarte Sebastian Vettel vijf ronden voor het einde te verschalken en won de derde race van het seizoen.

De Grand Prix Formule 1 van China 2011 werd op 17 april 2011 verreden op het Shanghai International Circuit. Het was de derde race van het seizoen.

## Wedstrijdverloop
Sebastian Vettel van het Red Bull Racing-team veroverde de poleposition, voor McLaren's Jenson Button en diens teamgenoot Lewis Hamilton. Vitali Petrov van het Renault-team moest in Q2 zijn wagen stilzetten door technische problemen. Ook Mark Webber kende de nodige problemen, hij kwam niet door Q1 en startte slechts van de achttiende positie.
Hamilton wist de race te winnen door vijf ronden voor het eind van de race Vettel in te halen, die als tweede eindigde. Na een geweldige inhaalrace finishte Webber uiteindelijk op de derde plek. Het team van Toro Rosso ontving na de race een flinke geldboete, nadat het wiel was losgekomen van de auto van Jaime Alguersuari, kort na een pitstop.

## Kwalificatie
| Pos                 | No | Coureur            | Constructeur         | Q1       | Q2       | Q3        | Grid |
| ------------------- | -- | ------------------ | -------------------- | -------- | -------- | --------- | ---- |
| 1                   | 1  | Sebastian Vettel   | Red Bull-Renault     | 1:35.674 | 1:34.776 | 1:33.706  | 1    |
| 2                   | 4  | Jenson Button      | McLaren-Mercedes     | 1:35.924 | 1:34.662 | 1:34.421  | 2    |
| 3                   | 3  | Lewis Hamilton     | McLaren-Mercedes     | 1:36.091 | 1:34.486 | 1:34.463  | 3    |
| 4                   | 8  | Nico Rosberg       | Mercedes             | 1:35.272 | 1:35.850 | 1:34.670  | 4    |
| 5                   | 5  | Fernando Alonso    | Ferrari              | 1:35.389 | 1:35.165 | 1:35.119  | 5    |
| 6                   | 6  | Felipe Massa       | Ferrari              | 1:35.478 | 1:35.437 | 1:35.145  | 6    |
| 7                   | 19 | Jaime Alguersuari  | Toro Rosso-Ferrari   | 1:36.133 | 1:35.563 | 1:35.158  | 7    |
| 8                   | 15 | Paul di Resta      | Force India-Mercedes | 1:35.702 | 1:35.858 | 1:36.190  | 8    |
| 9                   | 18 | Sébastien Buemi    | Toro Rosso-Ferrari   | 1:36.110 | 1:35.500 | 1:36.203  | 9    |
| 10                  | 10 | Vitali Petrov      | Renault              | 1:35.370 | 1:35.149 | geen tijd | 10   |
| 11                  | 14 | Adrian Sutil       | Force India-Mercedes | 1:36.092 | 1:35.874 |           | 11   |
| 12                  | 17 | Sergio Pérez       | Sauber-Ferrari       | 1:36.046 | 1:36.053 |           | 12   |
| 13                  | 16 | Kamui Kobayashi    | Sauber-Ferrari       | 1:36.147 | 1:36.236 |           | 13   |
| 14                  | 7  | Michael Schumacher | Mercedes             | 1:35.508 | 1:36.457 |           | 14   |
| 15                  | 11 | Rubens Barrichello | Williams-Cosworth    | 1:35.911 | 1:36.465 |           | 15   |
| 16                  | 9  | Nick Heidfeld      | Renault              | 1:35.910 | 1:36.611 |           | 16   |
| 17                  | 12 | Pastor Maldonado   | Williams-Cosworth    | 1:36.121 | 1:36.956 |           | 17   |
| 18                  | 2  | Mark Webber        | Red Bull-Renault     | 1:36.468 |          |           | 18   |
| 19                  | 20 | Heikki Kovalainen  | Lotus–Renault        | 1:37.894 |          |           | 19   |
| 20                  | 21 | Jarno Trulli       | Lotus–Renault        | 1:38.318 |          |           | 20   |
| 21                  | 25 | Jérôme d'Ambrosio  | Virgin–Cosworth      | 1:39.119 |          |           | 21   |
| 22                  | 24 | Timo Glock         | Virgin–Cosworth      | 1:39.708 |          |           | 22   |
| 23                  | 23 | Vitantonio Liuzzi  | HRT–Cosworth         | 1:40.212 |          |           | 23   |
| 24                  | 22 | Narain Karthikeyan | HRT–Cosworth         | 1:40.445 |          |           | 24   |
| 107% tijd: 1:41.941 |    |                    |                      |          |          |           |      |

## Race
| Pos | No | Coureur            | Constructeur         | Rondes | Tijd/Oorzaak uitval | Grid | Punten |
| --- | -- | ------------------ | -------------------- | ------ | ------------------- | ---- | ------ |
| 1   | 3  | Lewis Hamilton     | McLaren-Mercedes     | 56     | 1:36:58.226         | 3    | 25     |
| 2   | 1  | Sebastian Vettel   | Red Bull-Renault     | 56     | +5.198              | 1    | 18     |
| 3   | 2  | Mark Webber        | Red Bull-Renault     | 56     | +7.555              | 18   | 15     |
| 4   | 4  | Jenson Button      | McLaren-Mercedes     | 56     | +10.000             | 2    | 12     |
| 5   | 8  | Nico Rosberg       | Mercedes             | 56     | +13.448             | 4    | 10     |
| 6   | 6  | Felipe Massa       | Ferrari              | 56     | +15.840             | 6    | 8      |
| 7   | 5  | Fernando Alonso    | Ferrari              | 56     | +30.622             | 5    | 6      |
| 8   | 7  | Michael Schumacher | Mercedes             | 56     | +31.026             | 14   | 4      |
| 9   | 10 | Vitali Petrov      | Renault              | 56     | +57.404             | 10   | 2      |
| 10  | 16 | Kamui Kobayashi    | Sauber-Ferrari       | 56     | +1:03.273           | 13   | 1      |
| 11  | 15 | Paul di Resta      | Force India-Mercedes | 56     | +1:08.757           | 8    |        |
| 12  | 9  | Nick Heidfeld      | Renault              | 56     | +1:12.739           | 16   |        |
| 13  | 11 | Rubens Barrichello | Williams-Cosworth    | 56     | +1:30.189           | 15   |        |
| 14  | 18 | Sébastien Buemi    | Toro Rosso-Ferrari   | 56     | +1:30.671           | 9    |        |
| 15  | 14 | Adrian Sutil       | Force India-Mercedes | 55     | +1 ronde            | 11   |        |
| 16  | 20 | Heikki Kovalainen  | Lotus-Renault        | 55     | +1 ronde            | 19   |        |
| 17  | 17 | Sergio Pérez       | Sauber-Ferrari       | 55     | +1 ronde            | 12   |        |
| 18  | 12 | Pastor Maldonado   | Williams-Cosworth    | 55     | +1 ronde            | 17   |        |
| 19  | 21 | Jarno Trulli       | Lotus-Renault        | 55     | +1 ronde            | 20   |        |
| 20  | 25 | Jérôme d'Ambrosio  | Virgin-Cosworth      | 54     | +2 ronden           | 21   |        |
| 21  | 24 | Timo Glock         | Virgin-Cosworth      | 54     | +2 ronden           | 22   |        |
| 22  | 23 | Vitantonio Liuzzi  | HRT-Cosworth         | 54     | +2 ronden           | 23   |        |
| 23  | 22 | Narain Karthikeyan | HRT-Cosworth         | 54     | +2 ronden           | 24   |        |
| DNF | 19 | Jaime Alguersuari  | Toro Rosso-Ferrari   | 9      | Verloren wiel       | 7    |        |

## Noot
- Dit was de tweede overwinning van de Grote Prijs van China voor Lewis Hamilton (eerdere overwinning in 2008) en hiermee vestigde hij een nieuw record. Hamilton werd de eerste meervoudige winnaar in acht jaar in China.

2004 · 2005 · 2006 · 2007 · 2008 · 2009 · 2010 · 2011 · 2012 · 2013 · 2014 · 2015 · 2016 · 2017 · 2018 · 2019 · 2024 · 2025